# Krioprecypitat
Krioprecypitat – stężony preparat białek osocza, do których należą: czynnik VIII, czynnik von Willebranda, fibrynogen, czynnik XIII oraz fibronektyna. Krioprecypitat otrzymywany jest ze świeżo mrożonego osocza. Jest uzyskany z zagęszczenia 1 jednostki świeżo mrożonego osocza do objętości około 20-30 ml. Okres przechowywania wynosi do 12 miesięcy w temperaturze od -30 °C do -25 °C, natomiast w temperaturach niższych do dwóch lat. Preparat stosuje się u chorych z hemofilią A, chorobą von Willebranda, niedoborem fibrynogenu, niedoborem czynnika XIII, również u osób ze zwiększonym zużyciem fibrynogenu.